# Cour Nicolaï
Ne doit pas être confondu avec Rue Nicolaï.
La cour Nicolaï, également appelée rue Nicolaï, est une ancienne voie des entrepôts de Bercy, dans le  12e arrondissement de Paris, en France.

## Situation
Cette voie des entrepôts de Bercy débutait rue du Petit-Bercy et se terminait rue de la Garonne .

## Origine du nom
Son nom provient de la famille Nicolaï qui possédait l'ancien château de Bercy.

## Historique
Cette voie était à l'emplacement de la partie sud-ouest de l'ancienne rue de la Grange aux merciers entre la rue de Bercy (remplacée en 1878 sur son tronçon sud-est par la rue Gabriel-Lamé) et le quai de Bercy, en bordure du parc du Pâté Pâris. Une partie du terrain de l'ancien parc est vendu par ses propriétaires en 1825 à l'État qui y construit une caserne de cavalerie. Cette caserne est vendue à la Ville de Paris vers 1880 pour  l'extension des entrepôts de Bercy jusqu'en bordure de la gare de la Rapée.
La rue de la Grange aux Meuniers, renommée rue Nicolaï en 1865, reliait la rue de Charenton au quai de Bercy jusqu'en 1878. La communication avec la partie de la rue au nord-est de la voie ferrée est supprimée en 1878 lors de l'extension des entrepôts de Bercy et la partie à l'intérieur du domaine des chais devient à cette date une rue intérieure des entrepôts de Bercy, rue Nicolaï ou Cour Nicolaï.
Cette voie disparait vers 1993  dans le cadre de l'aménagement de la ZAC de Bercy lors de la démolition de ces entrepôts. Elle est absorbée par l'avenue des Terroirs-de-France.

Rue de la Grange aux merciers sur plans de 1784 et de 1846
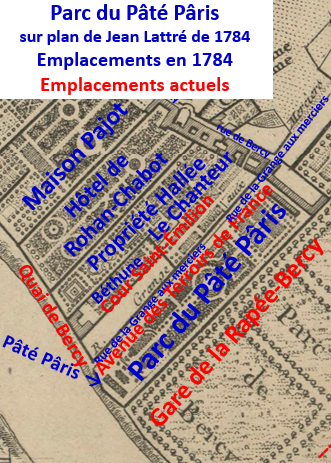
plan de 1784
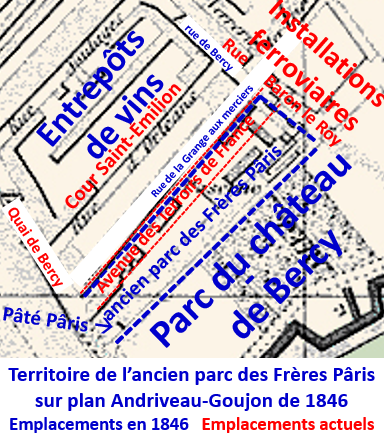
plan de 1846